# Poni

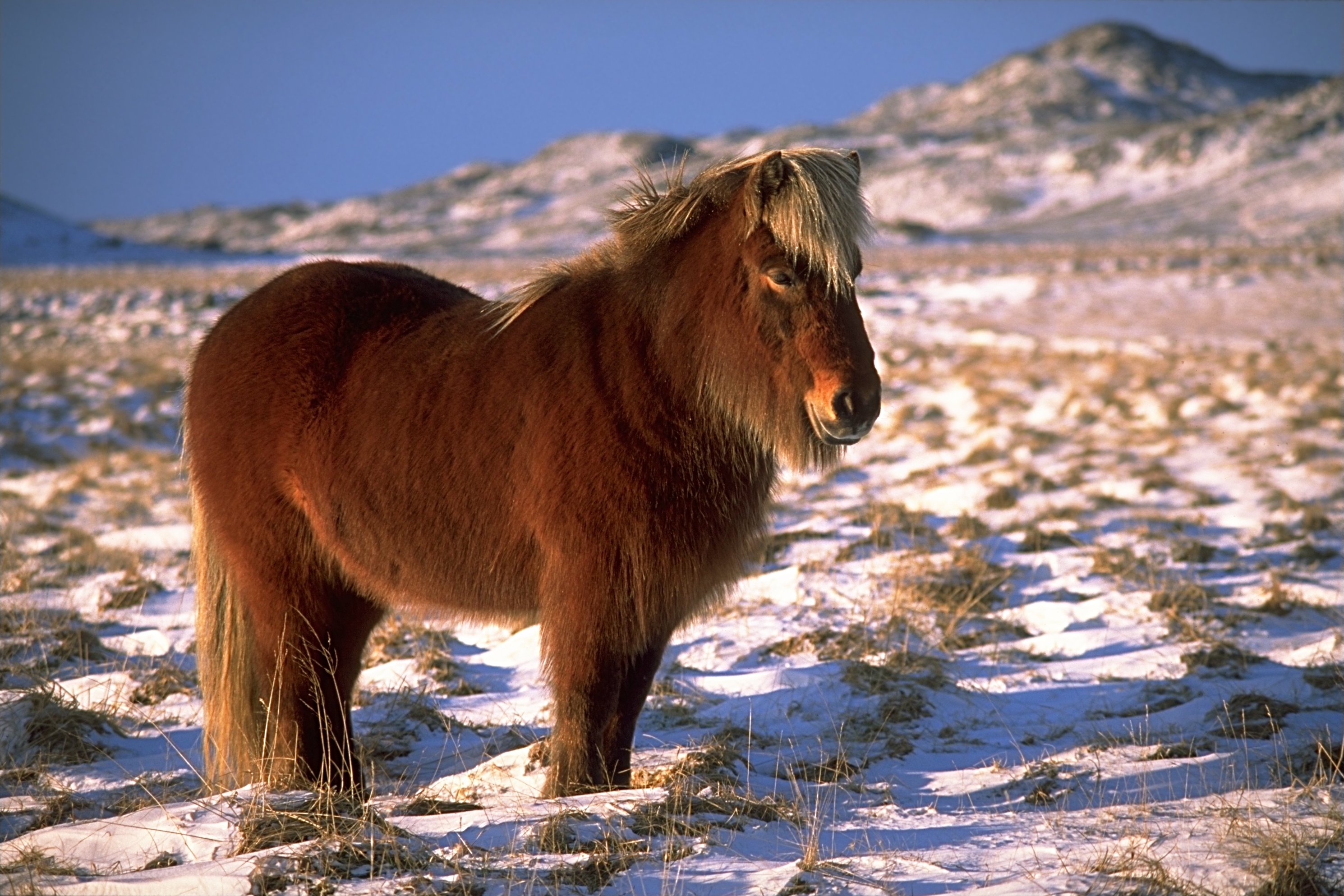
Poni islandés.

Un poni, póney (esta segunda manera menos usada y por ello no recomendada por la Real Academia Española) (ambas tomadas de pony en inglés o poney en francés, probablemente todas ellas derivadas de la palabra francesa poulenet, diminutivo de poulain, ‘potro’, a su vez al del francés antiguo pulain, y quizá a su vez del latín medieval pullamen, ‘animal joven’, derivada del latín clásico pullus, o jaca) es una raza de caballos originaria de Inglaterra, caracterizados por medir unos 150 cm de altura máxima hasta la cruz y tener un peso medio de 100 kg. 
Los ponis son rústicos y resistentes, con formas más o menos masivas, perfil recto y orejas triangulares en lugar de dirigidas hacia dentro como los caballos de mayor alzada. Las razas más puras y primitivas conservan caracteres de los equinos primitivos, como rayas a lo largo del lomo o, incluso, en las patas, hocico harinoso, crines tupidas y semienhiestas y mucho carácter, lo que compensa su falta de alzada con otras razas de caballos. Se sabe que los antepasados de los actuales caballos eran aproximadamente de esta alzada y, a medida que se fueron domesticando, ganaron mayor altura a consecuencia de la selección humana.

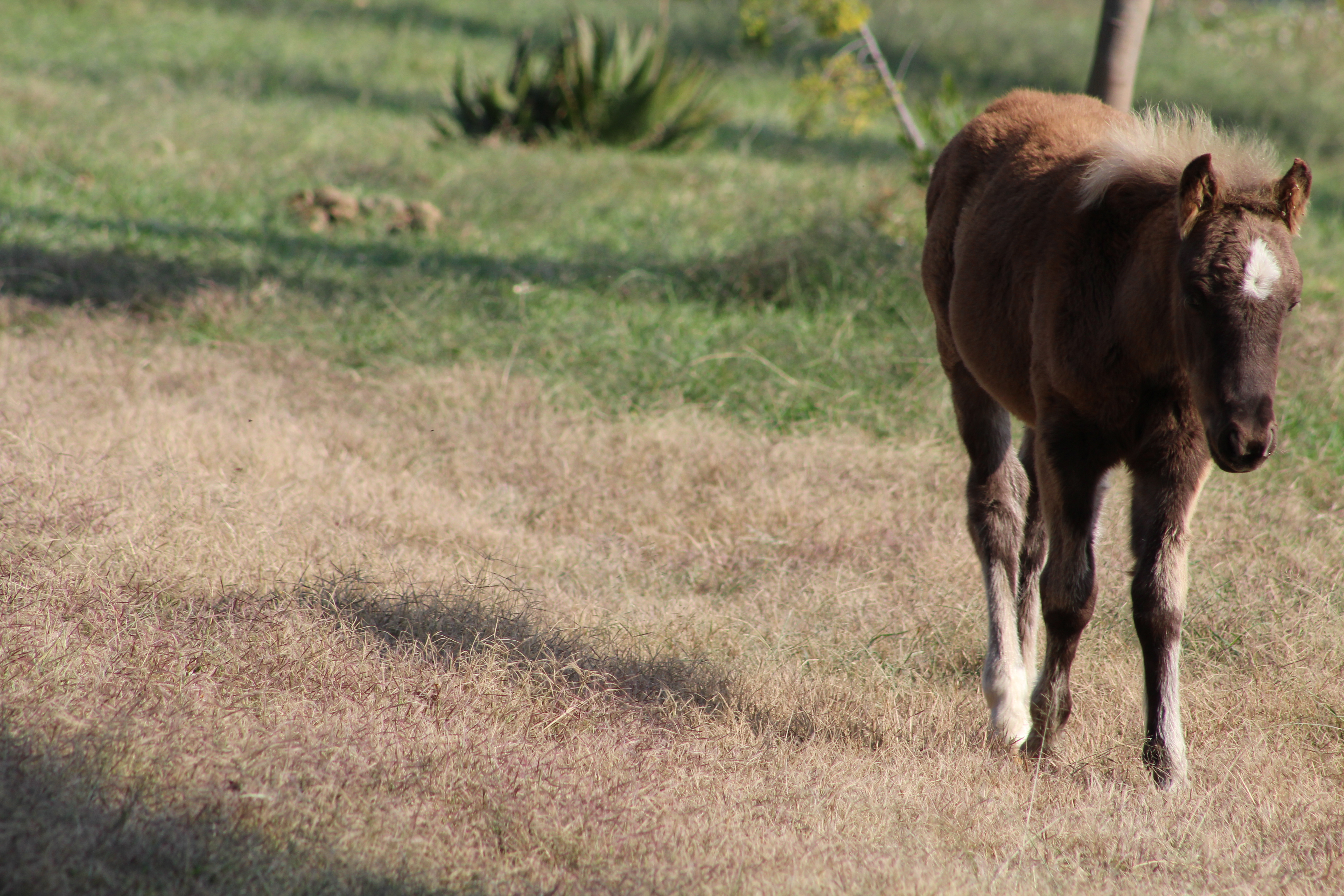

## Características

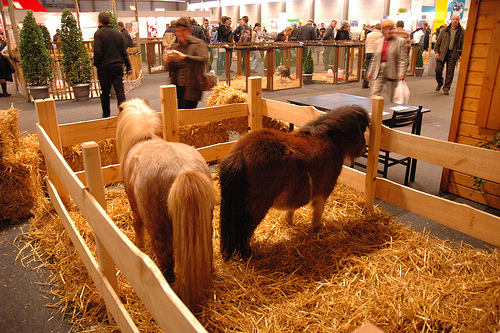
El poni de Shetland es una de las razas de poni más pequeñas, pero es muy fuerte.

Los ponis a menudo se distinguen por su fenotipo: un cuerpo robusto, huesos densos, forma redondeada y costillas bien arqueadas. Tienen una cabeza corta, ojos grandes y orejas pequeñas. Además de ser más pequeños que un caballo, sus patas son proporcionalmente más cortas. Tienen cascos fuertes y un pelaje más denso, que se manifiesta en una melena y una cola más gruesas, así como en un abrigo de invierno particularmente espeso.
Las razas de poni se han desarrollado en todo el mundo, especialmente en climas fríos y duros donde se necesitaban animales de trabajo resistentes y robustos. Son notablemente fuertes para su tamaño. Razas como el poni Connemara son reconocidas por su capacidad para llevar a un jinete adulto de tamaño completo. Peso por peso, los ponis pueden tirar y cargar más peso que un caballo. Los ponis de tipo de tiro pueden arrastrar cargas significativamente mayores que su propio peso; los más grandes son capaces de arrastrar cargas comparables a las que tiran los caballos de tiro de tamaño completo. Incluso ponis muy pequeños pueden arrastrar hasta un 450 por ciento de su propio peso.
Casi todas las razas de poni son muy resistentes y fáciles de mantener. Comparten la capacidad de prosperar con una dieta más limitada que la de un caballo de tamaño regular, requiriendo la mitad del heno para su peso que un caballo y, a menudo, no necesitan grano en absoluto. Sin embargo, por esta misma razón, son aún más vulnerables a la laminitis y al síndrome de Cushing. También pueden tener problemas con hiperlipemia.
Los ponis, generalmente, son considerados inteligentes y amistosos, aunque a veces también se los describe como tercos o astutos. Las diferencias de opinión a menudo resultan qué tan adecuado es el entrenamiento del animal. Los ponis entrenados por individuos inexperimentados, o que solo son montados por principiantes, pueden resultar malcriados porque sus jinetes carecen de la experiencia necesaria para corregir malos hábitos. Los ponis bien entrenados son apropiados para niños que están aprendiendo a montar.

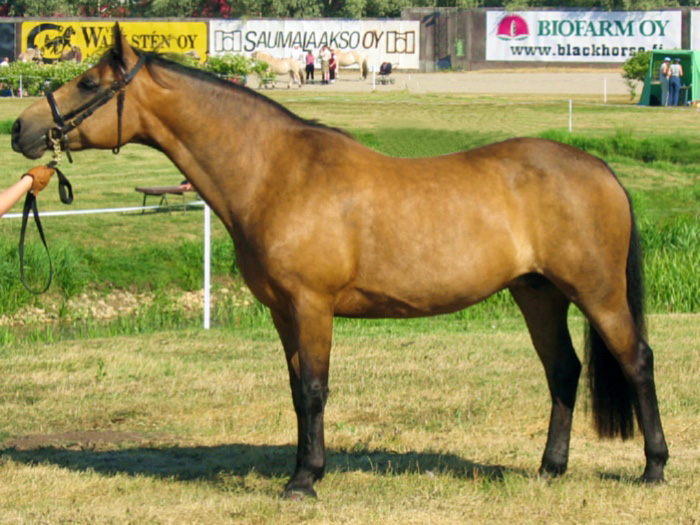
El poni Connemara es el poni más grande, que ocasionalmente supera los 128 cm de altura en la cruz.

Para fines de exhibición, los ponis se agrupan en tamaños pequeños, medianos y grandes. Los ponis pequeños son de 12.2 palmos (50 pulgadas (127 cm)) o menos, los ponis medianos son mayores de 12.2 pero no más altos de 13.2 palmos (54 pulgadas (137,2 cm)), y los ponis grandes son mayores de 13.2 palmos pero no más altos de 14.2 palmos.
Los equinos más pequeños son llamados caballo miniatura por muchos de sus criadores y organizaciones de raza, en lugar de ponis, aunque son más bajos que los ponis pequeños. Generalmente, el caballo miniatura no supera las 38 pulgadas (96,5 cm) a la cruz. Sin embargo, también existen razas de poni miniatura.

## Tipos de ponis

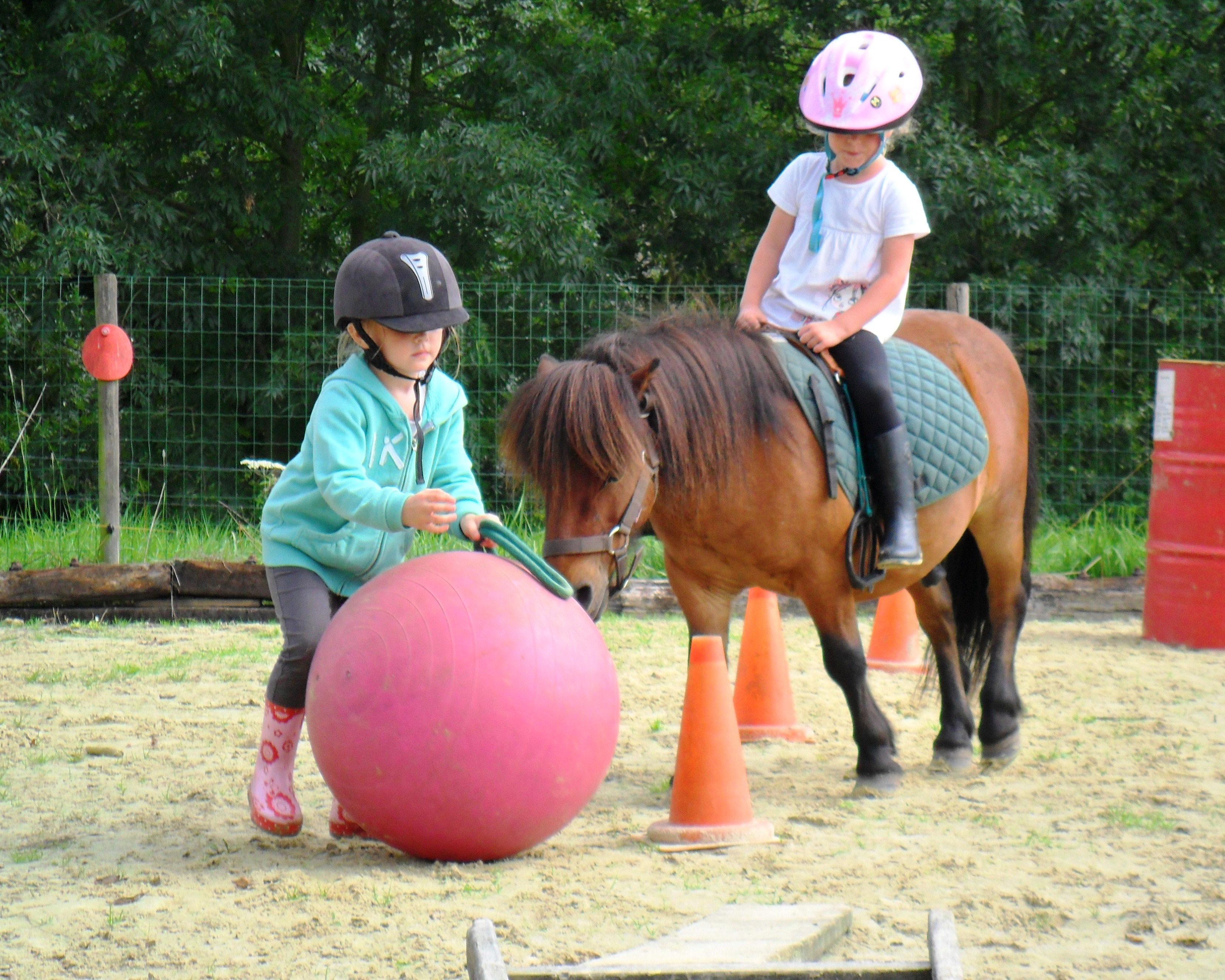
dos niños y un poni.

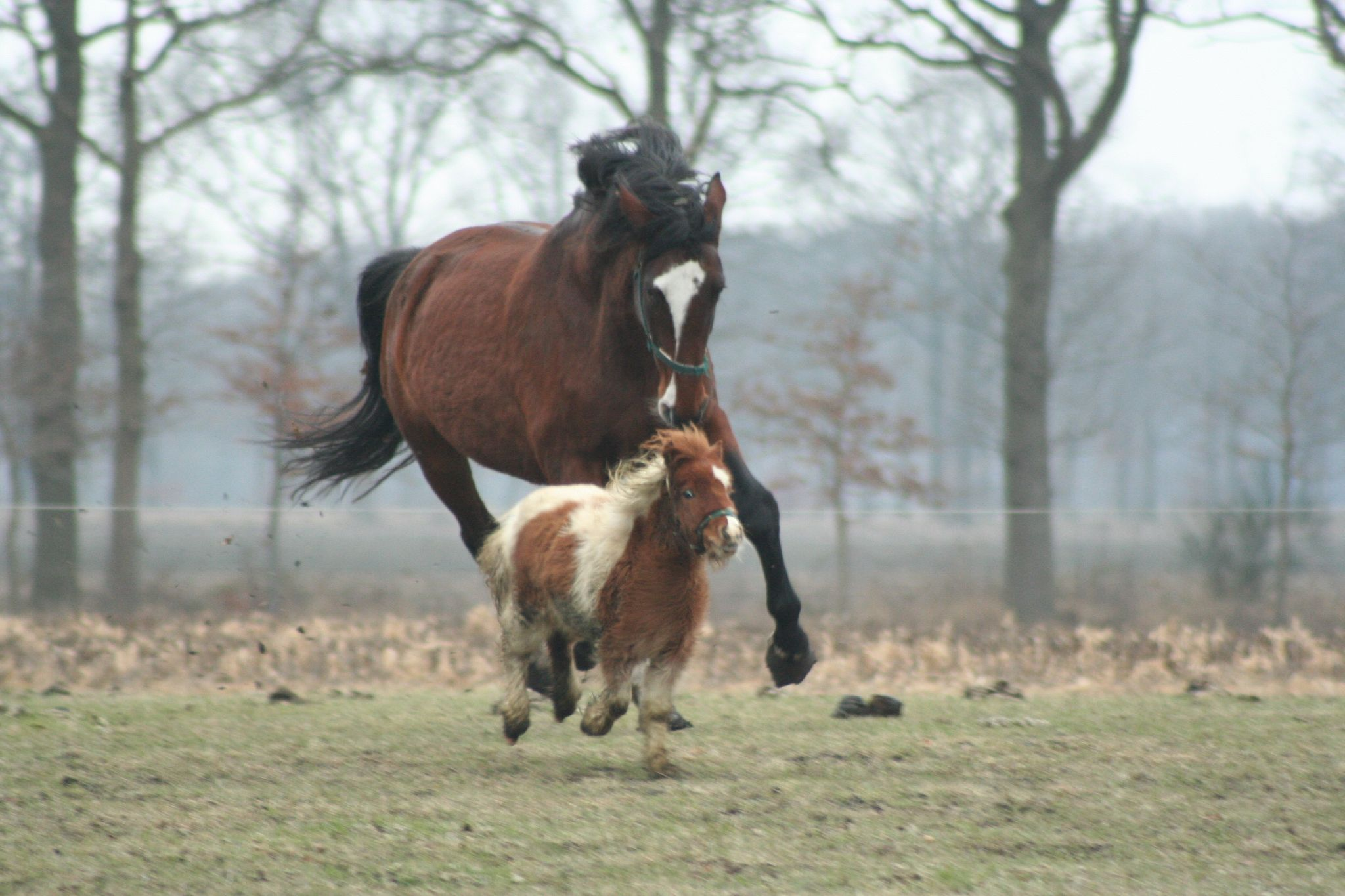
Un caballo de alzada estándar y un poni correndo juntos.

Los ponis están clasificados como uno de los cuatro tipos principales de caballos primitivos de Eurasia. Los otros  tipos engloban los antepasados de razas como los caballos árabes, los caballos genéricos de silla que descendieron del tarpán y, por último, los antepasados de los caballos de sangre fría. Por lo tanto, las jacas o ponis son un tipo de caballo que aún conserva los caracteres primitivos.
Actualmente existen al menos 55 razas conocidas de ponis. La raza más antigua es la Exmoor, que usaron los antiguos pobladores de la Gran Bretaña antes de la ocupación romana del archipiélago británico. Eran utilizados como animales de tiro o en terrenos difíciles. 

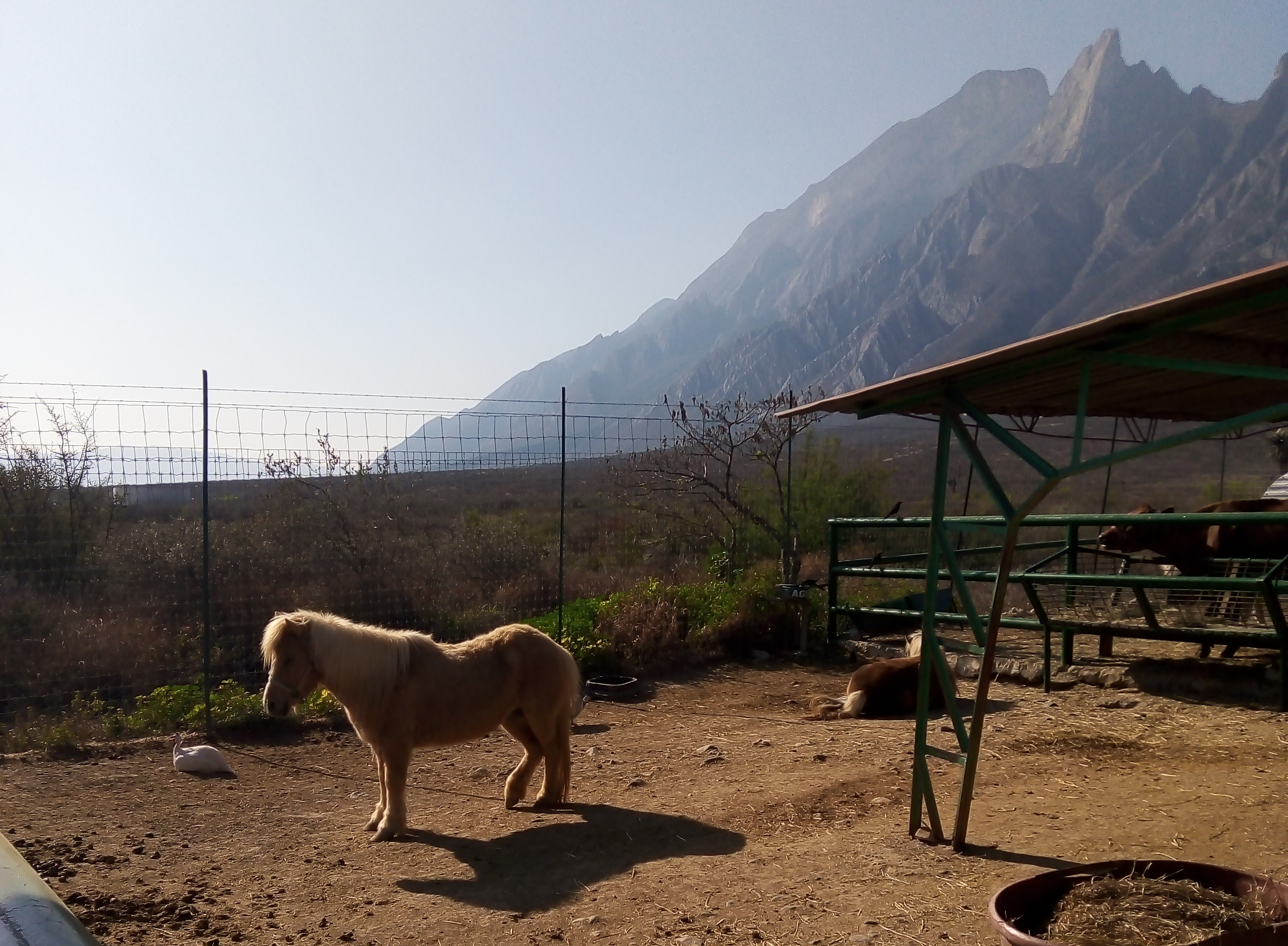

Las razas de caballos de pequeña estatura originarios de Inglaterra reciben el nombre genérico inglés de ponys. El Shetland (el nombre de unas islas de Escocia) es el más diminuto de ellos, con tamaños que van de los 70 cm a los 106 cm hasta la cruz. 
Aparentemente, todos los ponis de Europa occidental pertenecen al mismo grupo, llamado «céltico», que también engloba otras razas, como los asturcones, los ponis gallegos, los monchinos o los Forest. Hay otras razas de poni procedentes de diferentes latitudes, como los kirguises o los basutos.

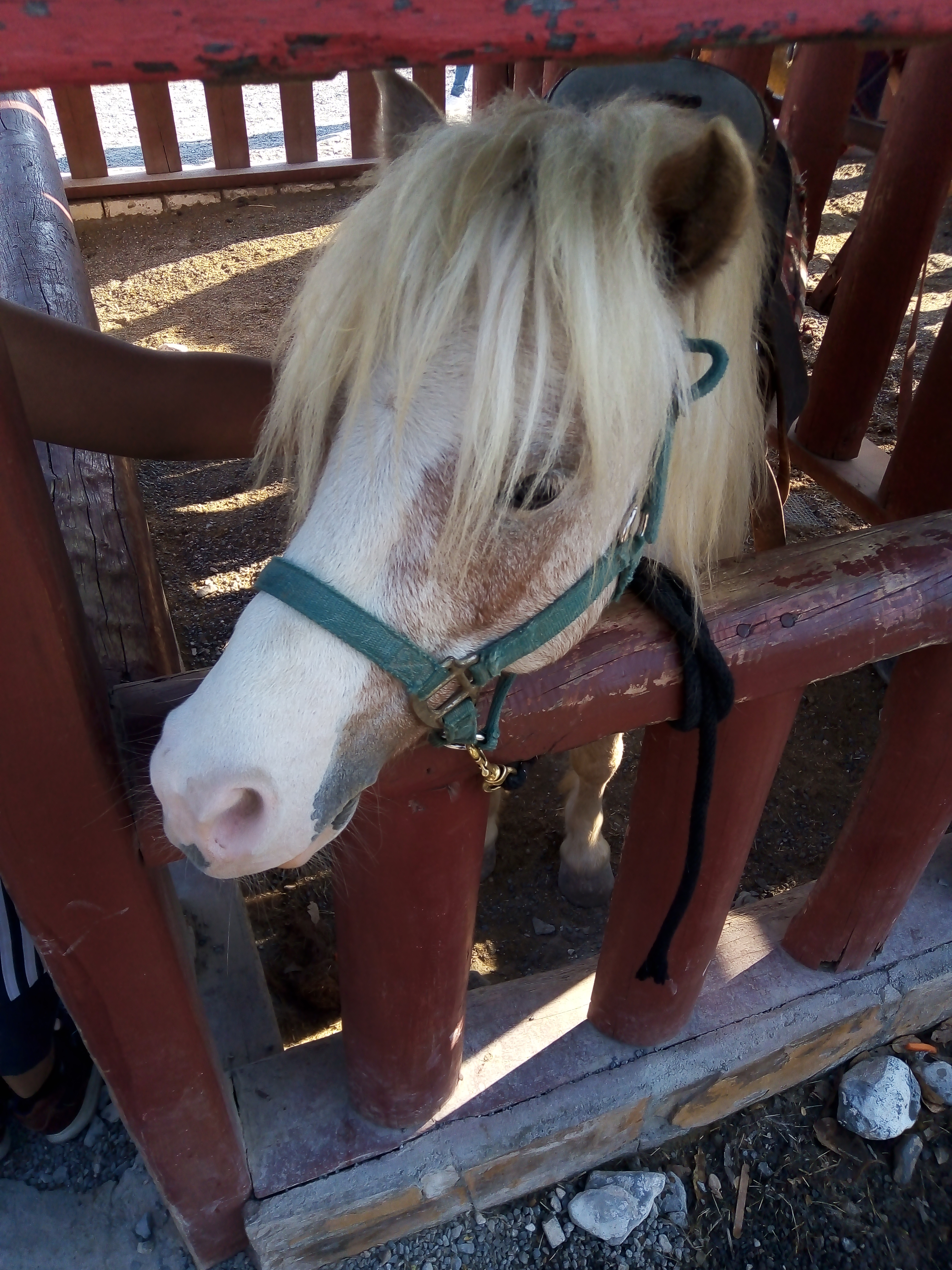

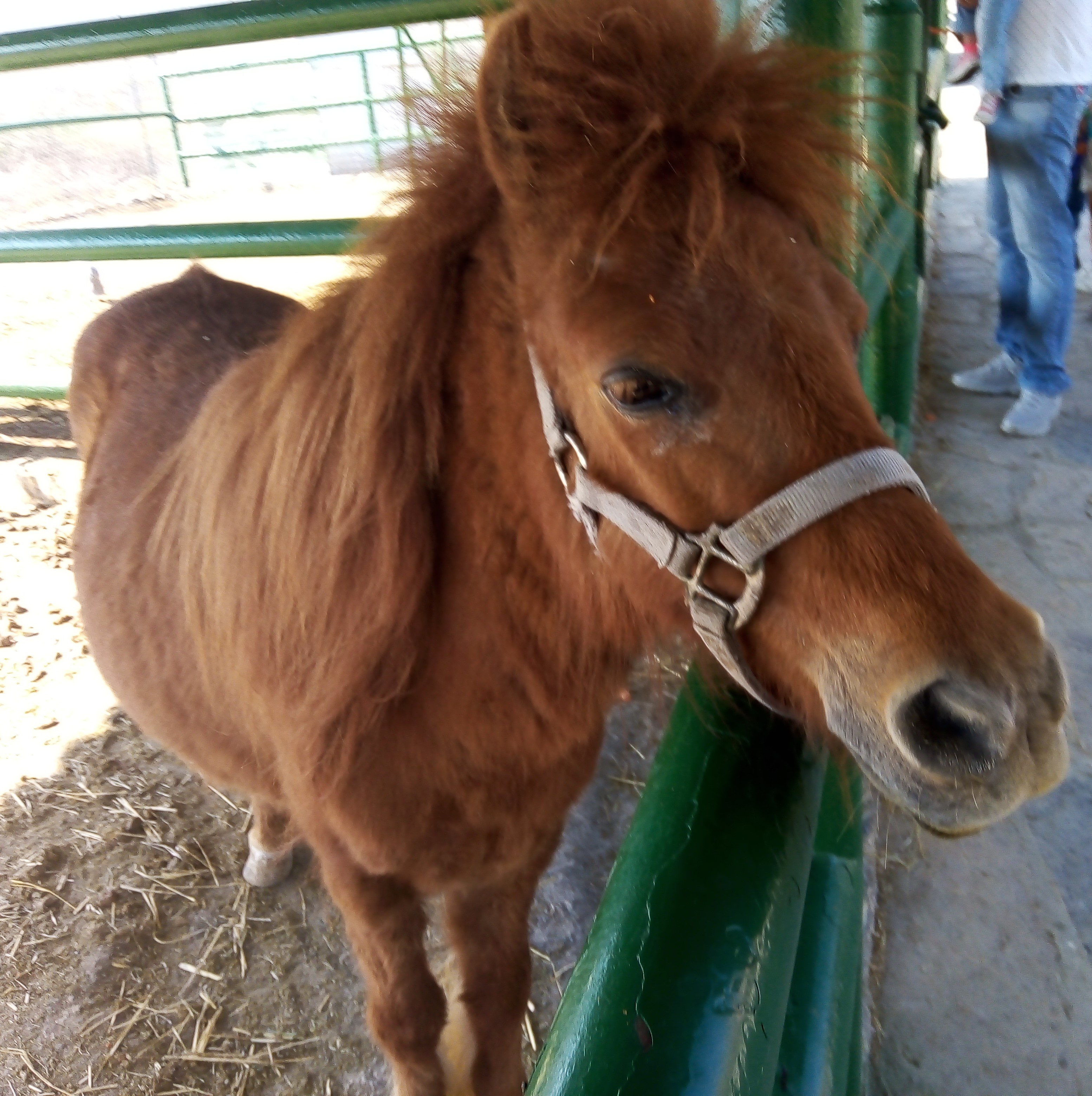
Poni de color marrón.

## Reproducción y cuidados
Los sementales poni son capaces de criar a los dos años de edad. Sin embargo, en cautiverio se espera que tengan de tres a cuatro años antes de permitirles reproducirse. A muchos machos no les descienden los testículos al escroto hasta los tres años de edad. 
En la mayoría de los casos es la yegua y no el semental el que determina el tamaño de las crías. El período normal de gestación es de 320 días y el parto es sumamente rápido: unos diez minutos a partir de las primeras contracciones. El potrillo comienza a amamantarse rápidamente, solo dos horas después de haber nacido.
En estado doméstico, los potrillos son animales sumamente delicados desde su nacimiento, por lo que requieren cuidados especiales y una buena inversión de tiempo y dinero en ellos. Los ponis que viven en semilibertad, como los asturcones o los ponis de Islandia, son perfectamente capaces de valerse sin ayuda del hombre.

## Razas de poni

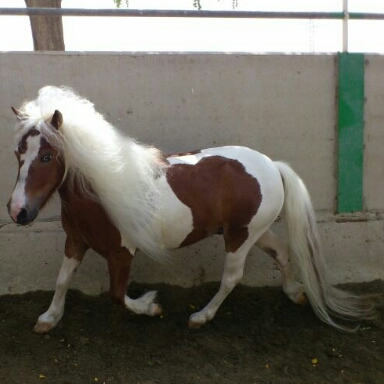
Poni trotando.

### Razas europeas

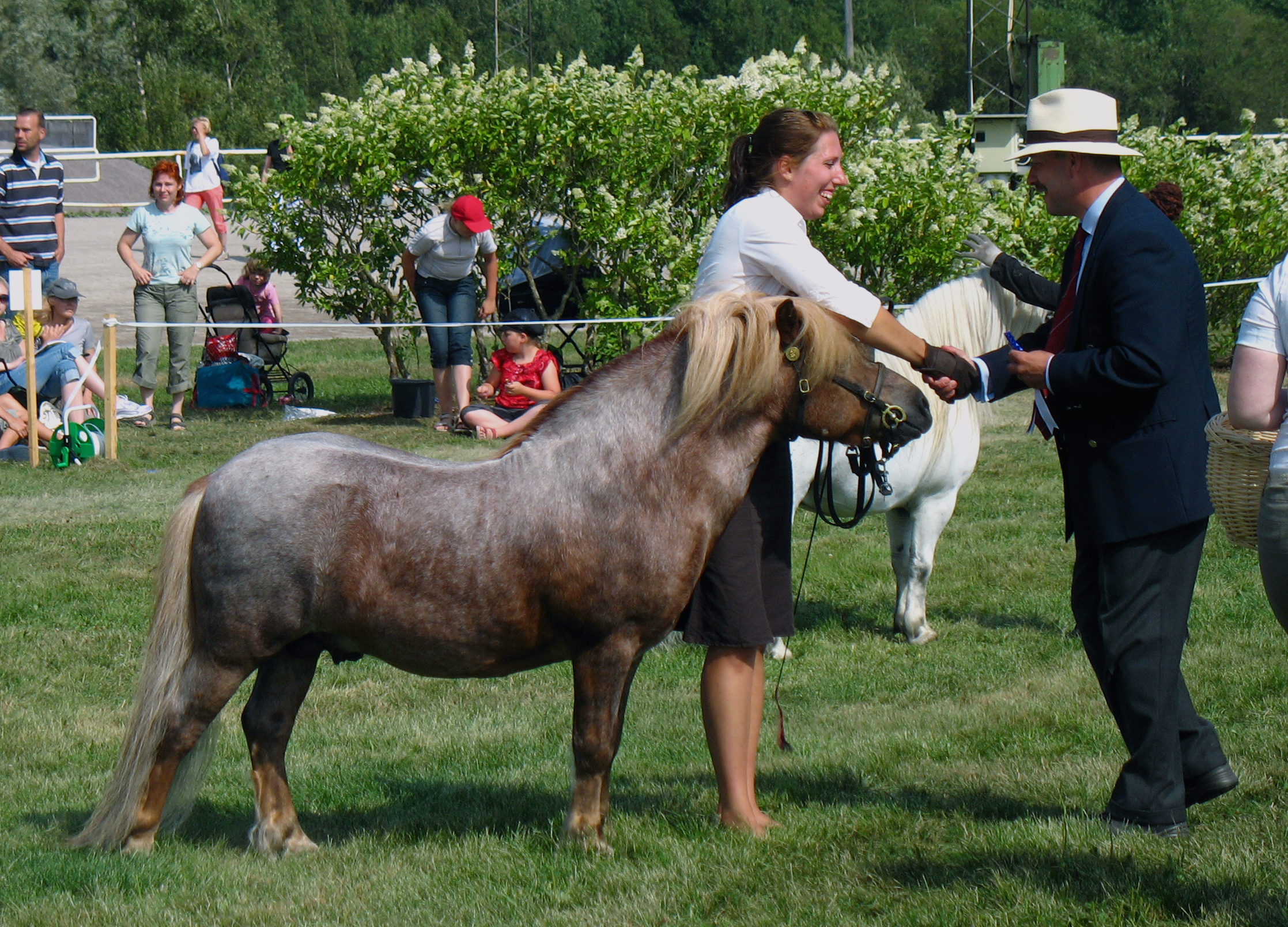
Un poni de las Shetland.

Gran Bretaña
- Poni de las Shetland
- Exmoor
- Forest
- Poni galés
- Dartmoor
- Connemara
- Fell
- Dales
- Highland

Península ibérica
- Asturcón
- Pottoka
- Poni gallego
- Losino
- Monchino
- Garrano

Europa Central
- Konik
- Haflinger

Europa del Norte
- Poni de los fiordos o Fjord
- Poni de Islandia

### Raza africana
- Poni basuto

### Razas asiáticas
- Poni caspiano
- Poni kirguiz
- Poni chino
- Poni asiático

### Razas americanas
Norteamérica
- Poni de las Montañas Rocosas
- Shetland americano
- Poni de las Américas
- Chincoteague
- Assateague
- Bóer
- Poni australiano
- Poni Hackney

Sudamérica
- Caballo chilote
- Falabella

## Caballos similares o con nombres parecidos

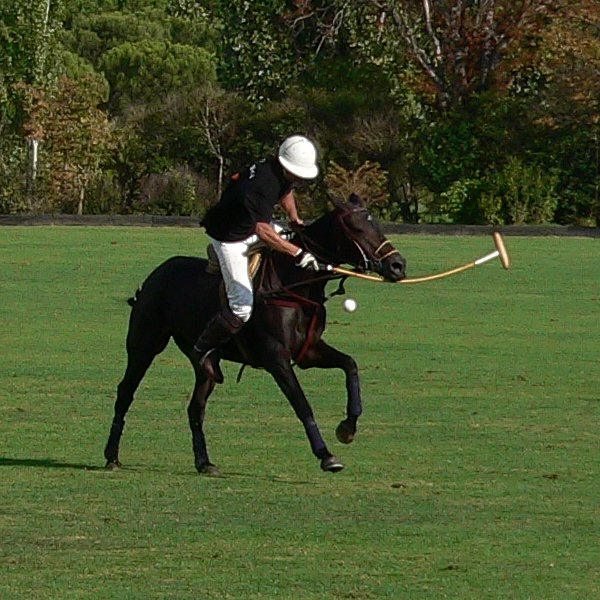
Los caballos de tamaño normal utilizados para el polo se denominan "ponis de polo" en inglés

Algunas razas de caballos no se definen como ponis, incluso cuando algunos de sus ejemplares miden menos de 14,2 manos (58 pulgadas, 147 cm). Esto suele deberse a la complexión corporal, los usos tradicionales y la fisiología general. Entre las razas que se consideran caballos, independientemente, de su alzada se encuentran el caballo árabe, el caballo cuarto de milla americano y el caballo morgan, todos los cuales tienen miembros individuales tanto por encima como por debajo de las 14,2 manos (58 pulgadas, 147 cm).
Muchas razas de caballos tienen algunas características propias de los ponis, como un tamaño pequeño, un pelaje espeso, una crin gruesa o huesos pesados, pero se consideran caballos. En casos como estos, puede haber un debate considerable sobre si llamar a ciertas razas "caballos" o "ponis". Sin embargo, los registros de razas individuales suelen ser los árbitros de tales debates, sopesando las características relativas de caballo y poni de una raza. En algunas razas, como el poni galés, la controversia caballo-poni se resuelve creando divisiones separadas para los animales de tamaño consistente de caballo, como el Welsh Cob de la "Sección D".
Algunos caballos pueden tener la estatura de un poni debido al entorno más que a la genética. Por ejemplo, el poni de Chincoteague, un caballo salvaje que vive en la isla de Assateague, frente a la costa de Virginia, suele alcanzar la altura de un caballo pequeño medio cuando se cría a partir de un potro en condiciones domesticadas.

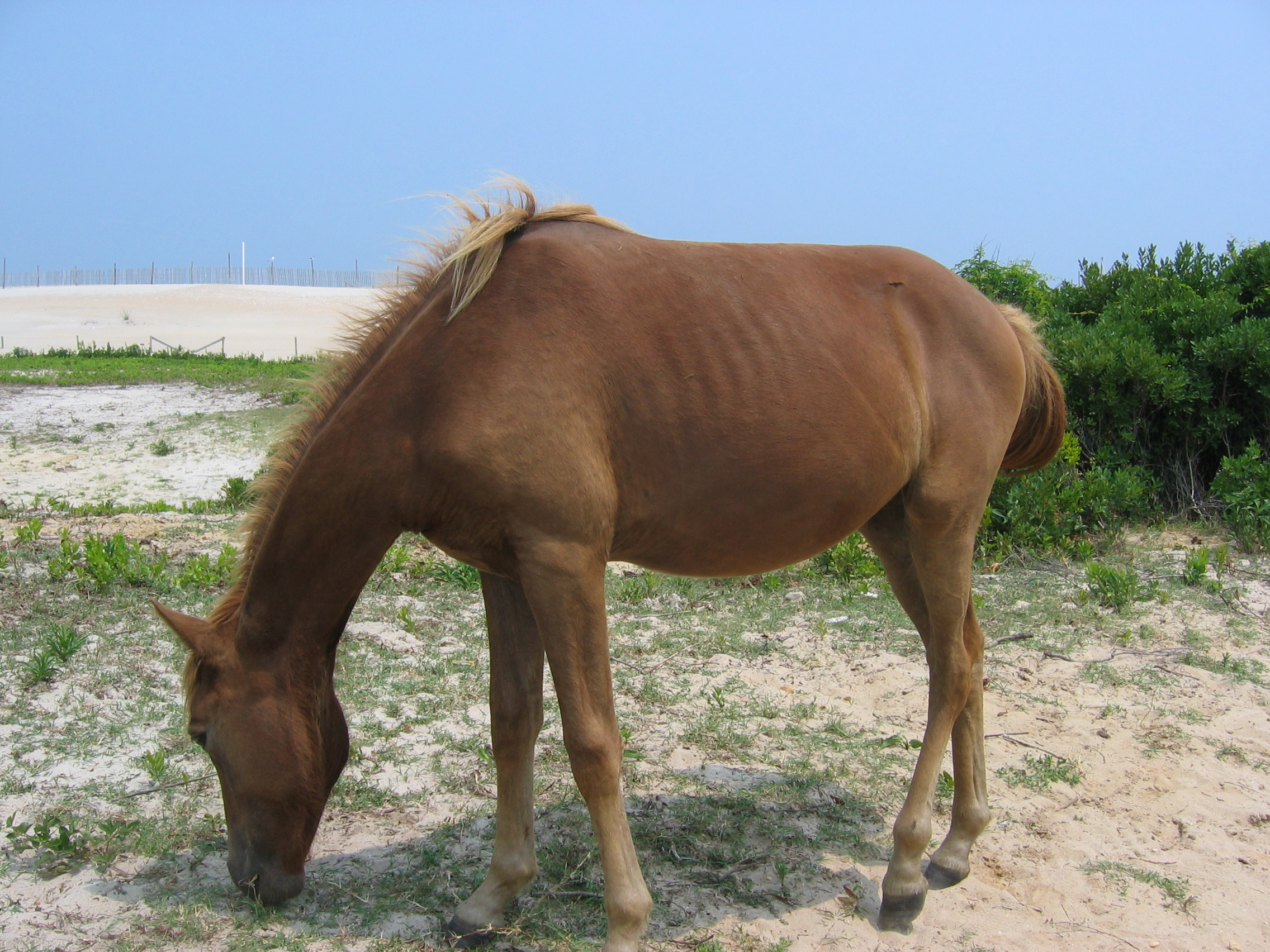
Está en discusión si los ponis asilvestrados de la isla de Assateague son caballos o ponis.

Por el contrario, el término "poni" se utiliza ocasionalmente para describir caballos de estatura normal. Los caballos de polo suelen denominarse "ponis de polo" independientemente de su altura, aunque a menudo son de pura sangre y superan ampliamente las 14,2 manos (58 pulgadas, 147 cm). Las tribus indígenas americanas también tienen la tradición de referirse a sus caballos como "ponis" cuando hablan en inglés, a pesar de que muchos de los caballos Mustang que utilizaban en el siglo XIX se acercaban o superaban las 14,2 manos (58 pulgadas, 147 cm), y la mayoría de los caballos que poseen y crían los pueblos indígenas en la actualidad son de la altura de un caballo normal. En los hipódromos, los caballos que no corren y que se utilizan para guiar a los caballos de carreras se denominan "caballos poni" (pony horses).
El término "poni" también se utiliza a veces para describir a un caballo de tamaño normal en un sentido humorístico o cariñoso.
El Pony Club de Estados Unidos define "poni" como cualquier montura montada por un miembro, independientemente de su raza o tamaño. Pueden ser miembros las personas de hasta 25 años, y algunos de los "ponis" de los miembros son en realidad caballos de tamaño natural.

## Usos

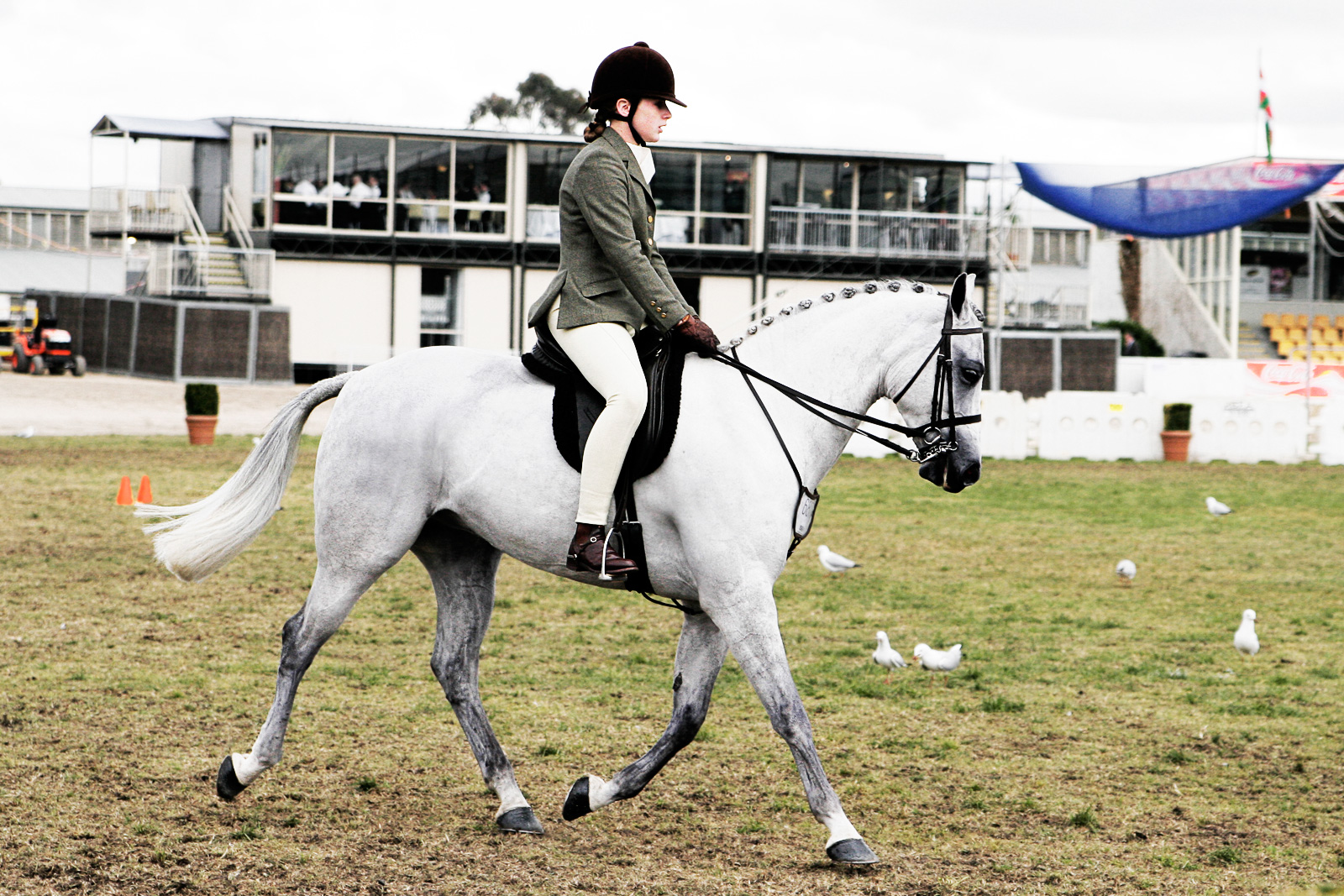
Un poni australiano compite con montura.

Los ponis se ven en muchas actividades ecuestres diferentes. Algunas razas, como el poni Hackney, se utilizan principalmente para conducción, mientras que otras razas, como el poni Connemara y el poni australiano, se utilizan principalmente para montar. Otros, como el poni galés, se utilizan tanto para montar como para conducir.

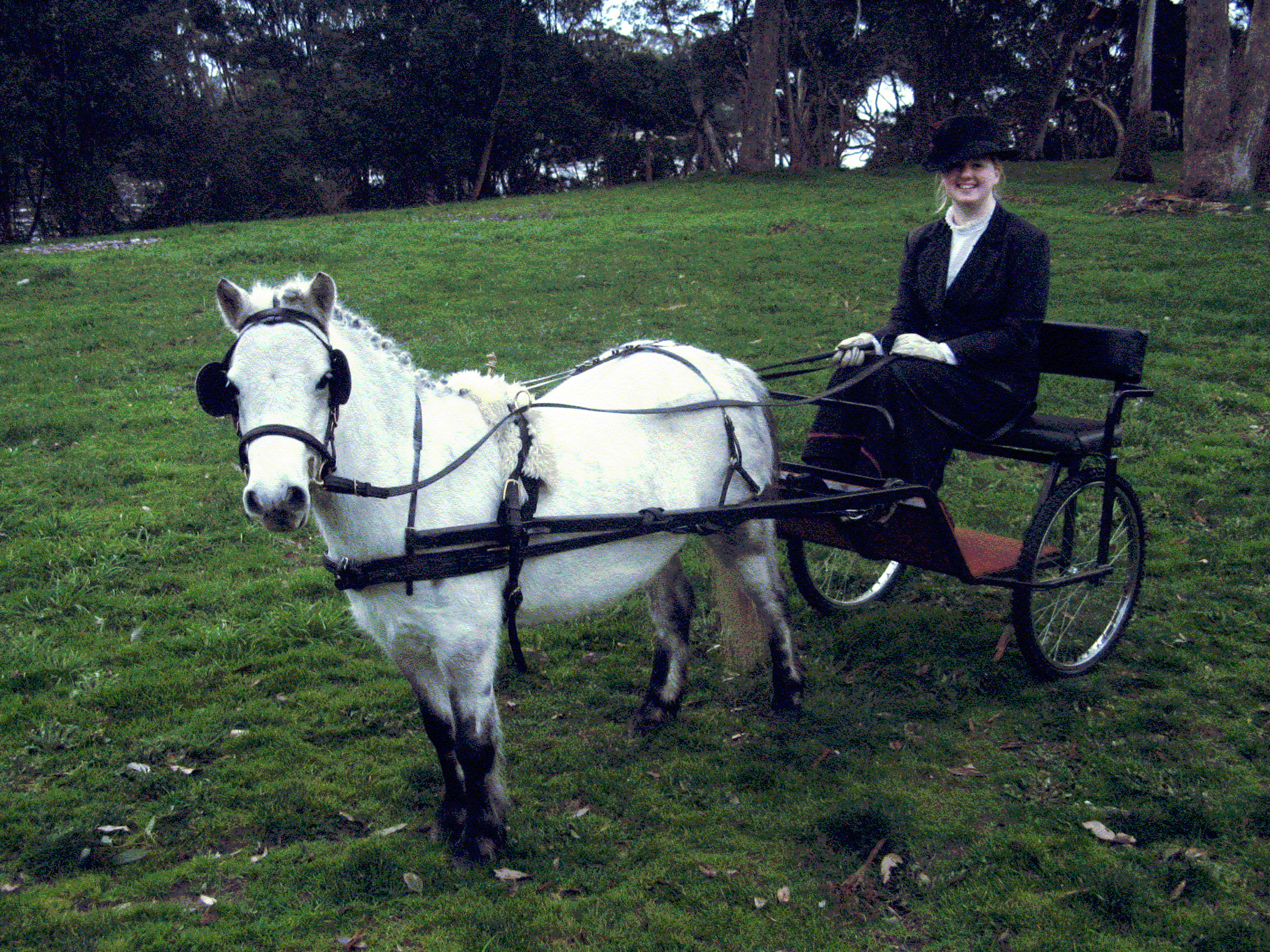
Un poni de Shetland montado en un carruaje.

No existe una correlación directa entre el tamaño de un caballo y su capacidad atlética inherente. Los potros compiten en eventos como caza en la pradera, cabalgata a la inglesa en llano, conducción, y cabalgata al estilo del lejano oeste en espectáculos ecuestres, así como en otros eventos competitivos como carreras de obstáculos y destreza y conducción combinada. Se les ve en actividades ocasionales como paseos por sendas, pero unos pocos han participado en competiciones internacionales. Aunque muchos expositores se limitan a las clases sólo para los ponis, algunos tap ponis compiten contra caballos de tamaño normal.  Por ejemplo, un poni de 14,1 palmas denominado Stroller fue miembro del equipo de salto del Campeonato Ecuestre Británico y ganó la medalla de oro en los Juegos Olímpicos de 1968. Más recientemente, el ponie Theodore O'Connor, de 14,1-3/4 de alzada, ganó la medalla de oro en pruebas en las Juegos Panamericanos de 2007.
Los clubs de ponis, dirigidos a jóvenes que tienen caballos o potros, se forman en todo el mundo para educar a los jóvenes sobre los caballos, promover la tenencia responsable de caballos y patrocinar eventos competitivos para jóvenes y caballos.
En muchos países del mundo, los ponis se siguen utilizando como animales de tiro, como animales de carga y para tirar de diversos vehículos. Se utilizan para los paseos de los niños en kermesses y en las fiestas infantiles donde los niños pueden dar paseos cortos en ponis conducidos individualmente o enganchados a una «rueda de ponis» (un dispositivo no motorizado parecido a un andador) que lleva a seis animales a la vez. Los «ponis» se ven a menudo en campamentos de verano para niños, y se utilizan mucho para paseos en poni y otras formas de turismo equino, a menudo para adultos y niños.

## Términos relacionados
Las tribus indígenas americanas tienen la tradición de referirse a sus caballos como "ponis" cuando hablan en inglés, a pesar de que muchos de los caballos que usaban en el siglo XIX medían cerca de 14,2 manos (147 cm, 58 pulgadas) o más, y la mayoría de los caballos que poseen y crían los pueblos nativos hoy en día tienen la altura de un caballo completo.
Los caballos que no compiten en las pistas de carreras y que se utilizan para guiar a los caballos de carreras, se denominan "pony horses", caballos pony. 
El ponying en inglés es la práctica de conducir un caballo mientras se monta en otro. Aunque se utiliza la palabra "pony", los caballos que se utilizan para el ponying son generalmente de tamaño normal, y no ponis.